# Le Landreau
Le Landreau – miejscowość i gmina we Francji, w regionie Kraj Loary, w departamencie Loara Atlantycka.
Według danych na rok 2010 gminę zamieszkiwało 2876 osób, a gęstość zaludnienia wynosiła 119 osób/km².
W Le Landreau urodził się wikariusz apostolski Nowych Hebrydów Jules Halbert SM.